# Diseño A-150
El Diseño A-150, también conocido como Clase Super Yamato, fue un diseño de acorazado  japonés. El proyecto, arrancó entre 1938 y 1939, y fue completado en 1941. Aunque la demanda de otro tipo de buques de guerra, hicieron que todos los trabajos sobre el diseño A-150 fueran detenidos, y ninguna de las dos unidades planeadas, llegó a ser puesta en grada. Los autores William H. Garzke y Robert O. Dulin, creen que el diseño A-150 hubiera sido el "más poderoso acorazado de la historia" debido al gran tamaño de su batería principal de seis piezas de 510 mm, así como a los numerosos cañones de menor calibre.

## Diseño

### Trasfondo
Los planos iniciales para los acorazados A-150, especificaban ocho o nueve cañones de 510 mm en tres torretas triples o dos cuádruples. El éxito en la construcción de un cañón de 480 mm entre 1920 y 1921, hizo pensar a los japoneses que se podría construir un cañón de 510 mm. Adicionalmente, se definió como objetivo una velocidad de 30  nudos  (35 mph; 56 km/h), que le hubieran permitido ser más rápidos que los 27 nudos de sus coetáneos de la Clase  North Carolina. Sin embargo, estas magníficas especificaciones fueron reducidas cuando las pruebas, concluyeron en un buque que respondiera a estas, debía tener un desplazamiento cercano a 90 000 toneladas; lo cual, transmitía la sensación de que un buque de ese tamaño, sería "demasiado grande y demasiado caro".

### Especificaciones
Los estudios iniciales, comenzaron tras la finalización de los planos de la clase Yamato, en 1938–39; el objetivo del diseño, era un buque con un desplazamiento similar al de la clase Yamato. Como los japoneses esperaban que los estadounidenses, fueran capaces de conseguir las verdaderas características de esa clase, especialmente en lo referente a su armamento principal de 460 mm, se consideraba vital una artillería principal de 510 mm para mantener la política de superioridad individual sobre los buques estadounidenses;  Los A-150, eran la contramedida a una posible réplica de los Estados  Unidos a los buques de la clase  Yamato.
Los planos, fueron "esencialmente completados" en algún momento de 1941; Sin embargo, tuvieron un destino similar al de la documentación referente a la clase Yamato, muchos de los documentos y planos relativos a la clase A-150, fueron destruidos a finales de la contienda, por lo que no se conocen completamente las especificaciones de estos buques. Se sabe que hubiera tenido una andanada de artillería principal mucho más potente que la de los Yamato—una batería principal de seis cañones de 510 mm montado sobre tres torretas dobles  y una batería secundaria formada por 24 cañones de 100 mm/65 y  18 piezas de 155 mm organizadas en 6 torretas triples El desplazamiento debía ser similar a los clase Yamato, en torno a las 60 000–70 000  t. Su Cinturón, posiblemente hubiera sido de 460 . Esto era una cantidad de acero mucho mayor de la que Japón era capaz de fabricar, por lo que en lugar de planchas de blindaje de doble traca, se hubieran debido  utilizer las mucho menos efectivas planchas simples.

### Armamento
Su artillería principal, estaba prevista que estuviera compuesta por seis cañones de  510 mm/45 en torretas dobles. Estos cañones, hubieran sido los mayores montados en un buque capital superando a los cañones de 460 mm montados por los clase Yamato. En 1941, un cañón 510 mm —posiblemente dos—estaba siendo construido en el arsenal naval de  Kure y se realizaron los diseños detallados de las torretas para albergarlos. Se calculaba que las torretas, debían tener un peso de 2780 t con una velocidad de giro de 2º por segundo y una capacidad de giro de 120°  de babor a estribor. Se calculaba que debían ser capaces de efectuar entre 1 y 1,5 disparos por minuto, con una elevación comprendida entre los -5º y los 45°, y una velocidad de elevación de 10º por segundo. Cada cañón, tenía un peso estimado de 227 t con una longitud total de 23,56 m. La longitud interior de la caña, se estimaba en 22,85 m. El peso de los proyectiles de tipo penetrante, se estima entre los 1900 y los  2000 kg, mientras que los de alto explosivo hubieran estado en torno a los 1858 kg.
La batería secundaria se consideraba que estaría compuesta de  "muchos" cañones de 100 mm/65, aunque esto no era algo definitivo. Dicho diseño de cañón, era el mejor arma antiaérea producida por Japón durante la Segunda Guerra Mundial. Su principal ventaja, era una alta velocidad inicial en los proyectiles y una alta cadencia de disparo –lo cual provocaba una corta vida de servicio de entre 300 y 400 disparos-. En defensa antiaérea, su techo con una elevación de 90° era de 13 000 m, aunque su alcance efectivo era de 11 000 m. Eran capaces de efectuar entre 15 y 21 disparos por minuto.
En el libro Battleships: Axis and Neutral Battleships in World War II, los autores  William H. Garzke y Robert O. Dulin discutían que el diseño  A-150 habría sido "el más poderoso acorazado de la historia" debido a su titánico armamento principal y al uso de baterías secundarias de doble propósito.
En el año 2020, la empresa bielorrusa Wargaming, tomo como inspiración al diseño A-150 para su videojuego MMO de guerra naval World of Warships, creando una versión virtual del diseño A-150 que fue bautizado como "IJN Shikishima".

## Construcción
Con la guerra en el horizonte a comienzos de 1941, todos los trabajos de diseño de acorazado, fueron desviados —a pesar de que el diseño de los A-150, estaba virtualmente completo—hacia la demanda de "portaaviones, cruceros, y buques menores". Aunque no se hizo ningún trabajo en ellos, dos buques del diseño A-150, fueron provisionalmente designados como buques de guerra 798 y 799, y fueron incluidos en el programa de construcción de 1942. El 798 debía ser construido en la misma grada que el Shinano, mientras que el 799 debía construirse en Kure, en la misma grada que el  Yamato, después de que el cuarto buque de la clase Yamato, el buque de guerra número 111, fuera botado. La quilla de ambos buques, debía haberse puesto en grada a finales de 1941 o comienzos de 1942, botados en 1944/45, y finalizados en 1946/47. Aunque tras el revés sufrido por Japón tras la batalla de  Midway, la necesidad de otros tipos de buques se vio incrementada.